# Miyazu, Kyōto
Miyazu (宮津市 (Cung Tân thị) Miyazu-shi) là một thành phố thuộc phủ Kyōto, Nhật Bản.